# Zwaardkolibrie
De zwaardkolibrie (Ensifera ensifera) is een vogel uit de familie Trochilidae en de geslachtengroep Heliantheini (briljantkolibries).

## Kenmerken
De zwaardkolibrie is van staart tot snavelpunt 17-22,8 cm (inclusief snavel van 9-11 cm) lang en weegt 10-15 g. Hij heeft een diepgevorkte, bijna zwarte staart en een groen verenkleed, het verenkleed is bij beide geslachten gelijk van kleur. Hij heeft de langste snavel van alle kolibries, de snavel is net zo lang als zijn lijf. Door zijn lange snavel kan de zwaardkolibrie zich niet met zijn snavel wassen en moet hij zich zelf reinigen met een poot terwijl hij op één poot staat. Als de vogel op een tak zit houdt hij zijn snavel omhoog, waarschijnlijk omdat zijn nek en lichaam de last anders niet kunnen dragen.

## Leefwijze
De vogel voedt zich met nectar van passiebloemen als Passiflora tarminiana en Passiflora mixta en plantensoorten uit de geslachten Fuchsia, Brugmansia en Datura. Deze planten hebben diepe bloemkelken, waar de zwaardkolibrie met zijn lange snavel evolutionair aan is aangepast. Gewoonlijk hangen de bloemen omlaag, de vogel gaat er dan onder hangen en duwt zijn snavel omhoog in de bloem om de nectar eruit te zuigen. De zwaardkolibrie vliegt stelselmatig een vaste route af, langs verspreide bloemen waarvan hij zich de plaats herinnert. In de tussentijd laat hij de bloemen hun nectarvoorraad weer aanvullen. De vogel voedt zich ook met insecten, die hij in zijn vlucht vangt.

## Voortplanting
Het broedseizoen vangt vroeg in de lente aan. De vogels leggen een nest aan hoog in de boom, vaak tussen de wortels van een epifyt zoals een bromelia.

## Verspreiding en leefwijze
De zwaardkolibrie komt voor in vochtig bergbos, aan bosranden en in hellingen met struikgewas van Venezuela tot in het noorden van Bolivia in de Andes meestal op hoogten tussen de 2500 en 3000 meter boven zeeniveau.  Deze standvogel wordt zelden op dicht bij de bosbodem gezien, meestal houdt hij zich op in de midden- en bovenetages van het bos. 

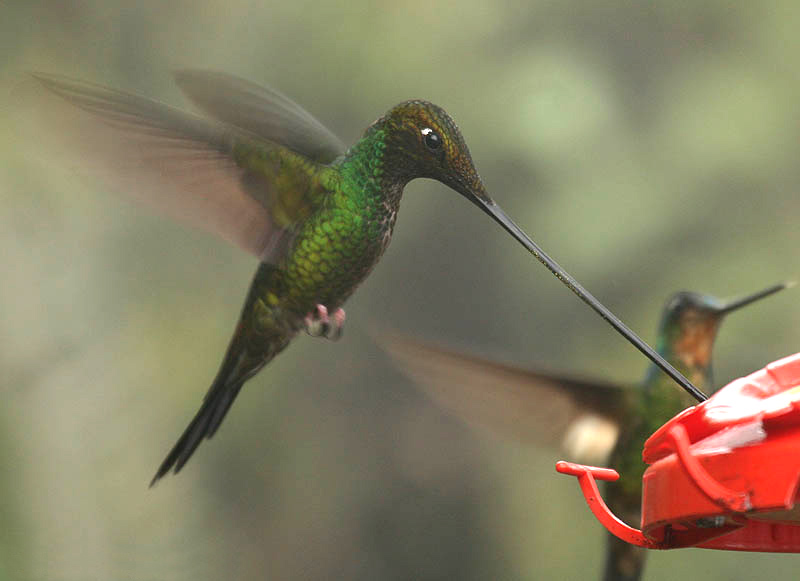